# Тя е пич
Тя е пич (на английски: She's the Man) е американска комедия от 2006 г., в който участват тийн звездите Аманда Байнс и Чанинг Тейтъм. Филмът е създаден по пиесата на Уилям Шекспир „12-а нощ“ (Twelfth Night).

## Тема
Внимание:  Текстът по-долу разкрива сюжета на произведението (или части от него)!
Главната героиня в „Тя е пич“ – Вайола Хейстингс (Аманда Байнс) е гимназиална футболистка, която научава, че женският футболен отбор в нейното училище „Корнуъл“ е закрит. След като не получава разрешение да влезе в мъжкия отбор на „Корнуъл“, тя намира начин да играе в мъжкия отбор на вечния враг на нейното училище, гимназия „Айлирия“.
Вайола решава да се преобрази като своя брат-близнак Себастиан, който е заминал за 2 седмици с групата си в Лондон, и да влезе в отбора на „Айлирия“. Съквартирант на Вайола е футболният нападател Дюк Орсино (Чанинг Тейтъм). Той и приятелите му смятат Себастиан (Вайола) за пълен смотаняк, но по-късно променят мнението си, когато приятелките на Вайола, Киа и Ивон, се преструват, че са влюбени в Себастиан (Вайола). Дюк се интересува от лабораторната партньорка на Себастиан, Оливия, която харесва Себастиан (Вайола), която проявява интерес към Дюк.
Дюк и Себастиан се договарят ако Себастиан помогне на Дюк да излезе с Оливия, то Дюк ще помогне на Себастиан да стане титуляр в отбора на „Айлирия“. Междувременно Вайола, Себастиан, Дюк, Джъстин (бившето гадже на Вайола), Оливия и Моник (гаджето на Себастиан) трябва да отидат на местния карнавал, където Оливия и Вайола трябва да работят в „шатрата за целувки“. Нещата за Вайола се усложняват, тя непрестанно трябва да сменя дрехите си, за да не я разкрият. Дюк се нарежда на опашката на „шатрата за целувки“, за да може да целуне Оливия, но точно когато идва неговият ред Вайола я сменя. В крайна сметка Вайола и Дюк се целуват, но точно тогава ги вижда Джъстин и се сбива с Дюк.
Развръзката настъпва, когато истинският Себастиан се връща от Лондон 2 дни по-рано. Когато слиза от таксито си Оливия го целува, но Дюк ги вижда и си помисля, че Себастиан (Вайола) го е предал. По-късно когато Вайола отива в стаята им те се скарват и Дюк я изгонва без да знае какво всъщност се случило. В деня на големия мач Вайола се успива и вместо нея на терена излиза брат ѝ. Моник и Малкълм (момче обсебено от Оливия) разкриват истината за Вайола на директора на „Айлирия“. Те спират играта и искат да изгонят Себастиан, защото казват, че той е сестра си Вайола. Но той доказва, че е момче като си събува панталоните. В почивката Вайола обяснява всичко на Себастиан и тя го замества на терена. Дюк е все още ядосан на Себастиан (Вайола) и отказва да му подава топката. Тогава Вайола спира играта и разказва цялата история на Дюк и останалите, но той все още не ѝ вярва и тя му доказва, че е момиче като си показва гърдите пред всички. Треньорът се съгласява Вайола да продължи да играе. Накрая „Айлирия“ печели след наказателен удар, който Вайола изпълнява и вратарят на „Корнуъл“, Джъстин, се разревава.
Всички се радват на победата освен Дюк, който е наранен от стореното от Вайола. Въпреки това тя го кани на дебютантския бал, където те се сдобряват и се събират също като Оливия и Себастиан, и Моник и Джъстин. Филмът свършва с Вайола, играеща футбол с Дюк и тима на „Айлирия“.

## Дублаж

### Диема Вижън
| Преводач            | Бисер Пачев                                                                                         |
| Режисьор на дублажа | Димитър Кръстев                                                                                     |
| Тонрежисьор         | Димитър Кукушев                                                                                     |
| Озвучаващи артисти  | Христина Ибришимова Яница Митева Виктория Буреш Георги Георгиев-Гого Силви Стоицов Здравко Методиев |